# Aleksander Trojkowicz
Aleksander Trojkowicz (ur. 1 lutego 1916 w Dorżach na Wileńszczyźnie, zm. 9 marca 1985 w Krakowie) – polski malarz i grafik, scenograf. Od 1947 członek Związku Polskich Artystów Plastyków (ZPAP), a także Ogólnopolskiej Grupy „Zachęta”.

## Życiorys
Urodził się 1 lutego 1916 w Dorżach (w granicach Imperium Rosyjskiego), parafia Holszany.
Studiował na Wydziale Sztuk Pięknych Uniwersytetu Stefana Batorego w Wilnie pod kierunkiem Bronisława Jamontta, kontynuując naukę na Akademii Sztuk Pięknych w Krakowie w pracowni prof. Wojciecha Weissa.
Oprócz malarstwa portretowego i pejzażowego w trakcie okupacji niemieckiej zajmował się także tworzeniem scenografii w jednym z teatrów w Berlinie.
Tworzył przede wszystkim obrazy o tematyce portretowej i pejzażowej ukazujących Kraków i Wilno. Projektował i malował polichromie w wielu obiektach sakralnych, zwłaszcza na Mazurach i w Małopolsce. Zajmował się również pół- i pełnoplastyczną rzeźbą w drewnie. Biegle posługiwał się kilkoma językami: polskim (ojczysty), niemieckim, litewskim i rosyjskim.
Jego dzieła malarskie wystawiane były w Niemczech i Rosji. Mieszkał w Krakowie - na Starym Mieście, w kamienicy przy ul. Szewskiej 25 w sąsiedztwie parku miejskiego – Planty. Pod tym adresem mieściła się także jego pracownia, w której pracował na sztalugach na których tworzył mistrz Jan Matejko.
Od 16 stycznia 1947 zrzeszony w Związku Polskich Artystów Plastyków okręgu krakowskiego. Był także aktywnym członkiem Ogólnopolskiej Grupy Artystów „Zachęta”, która gromadziła twórców o poglądach konserwatywnych i tworzących w nurcie realizmu.
Zmarł 9 marca 1985 w Krakowie po ciężkiej chorobie, w wieku 69 lat. Spoczywa na tamtejszym cmentarzu Batowickim.

## Twórczość malarska
Kilka wybranych dzieł i realizacji artysty plastyka:
- akty: „Akt kobiecy”[3].
- malarstwo religijne: „obraz NMP Wniebowziętej” (1949 – Ołpiny), stanowiący ruchomą zasłonę figury MB Ołpińskiej. „obraz MB Niepokalanej” (Gietrzwałd - stanowiący ruchomą zasłonę obrazu Matki Bożej Gietrzwałdzkiej)[4], „Serce Jezusowe” (1969 – Bączal Dolny, stanowiący ruchomą zasłonę obrazu Matki Bożej Bączalskiej)[5],
- polichromie figuralne (na obszarze kilku diecezji Kościoła katolickiego w Polsce, głównie w archidiecezji częstochowskiej, krakowskiej i warmińskiej, a także w diecezji rzeszowskiej i tarnowskiej) m.in. w:
  - kościele Wniebowzięcia Najświętszej Maryi Panny w Praszce (1953)[6],
  - kościele Najświętszego Serca Pana Jezusa w Muchówce (1960)[7],
  - bazylice Narodzenia Najświętszej Maryi Panny w Gietrzwałdzie (1966),
  - kościele Imienia Maryi w Bączalu Dolnym (1969)[8]
  - kościele Świętej Trójcy w Rzezawie[9].
- inne: polichromia elementów nastawy ołtarzowej, wykonanej przez krakowskiego rzeźbiarza Jana Białka (Bączal Dolny, 1969)

## Wystawy i ekspozycje
Obecnie dzieła malarza znajdują się w kilku galeriach sztuki m.in. w Biurze Wystaw Artystycznych w Krakowie, w ołtarzach i jako elementy wystroju kościołów i kaplic, a także w wielu kolekcjach prywatnych w Polsce i za granicą (głównie w Rosji, Niemczech i Stanach Zjednoczonych). Notowany w czasopismach branżowych i na aukcjach malarskich w Polsce i USA.

## Życie prywatne
Ojciec Joanny Troikowicz, polskiej artystki i designerki, od 1977 mieszkającej i tworzącej w Szwecji.